# Uhříněves
Uhříněves (deutsch Aurzimowes, auch Aurschinewes) ist eine Katastralgemeinde in der tschechischen Hauptstadt Prag und Sitz des 22. Verwaltungsbezirkes.

## Geschichte
Vor der Eingemeindung im Jahre 1974 war Uhříněves seit dem 27. April 1913 eine Stadt. 1991 hatte der Ort 3912 Einwohner. Im Jahre 2001 bestand Uhříněves aus 961 Wohnhäusern, in denen 4187 Menschen lebten.

## Sehenswürdigkeiten
- Jüdischer Friedhof
- Allerheiligenkirche
- Ehemalige Synagoge

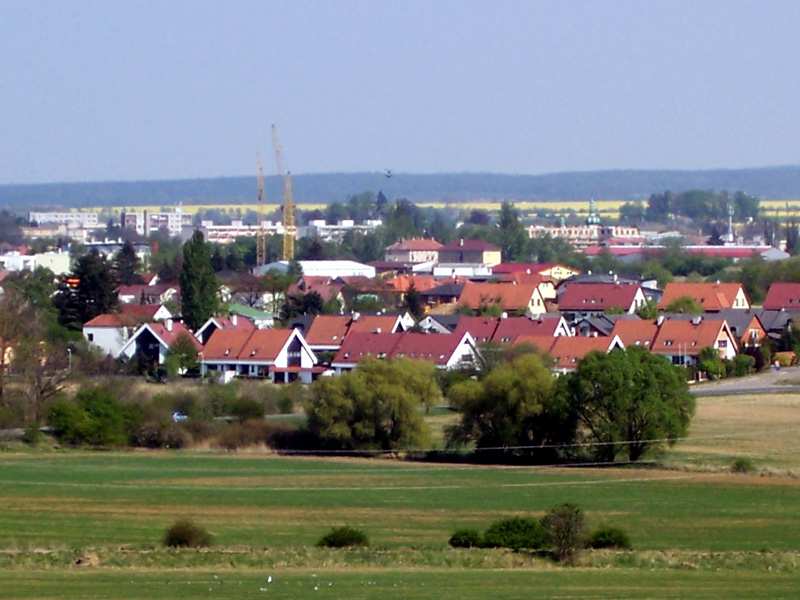
Uhříněves
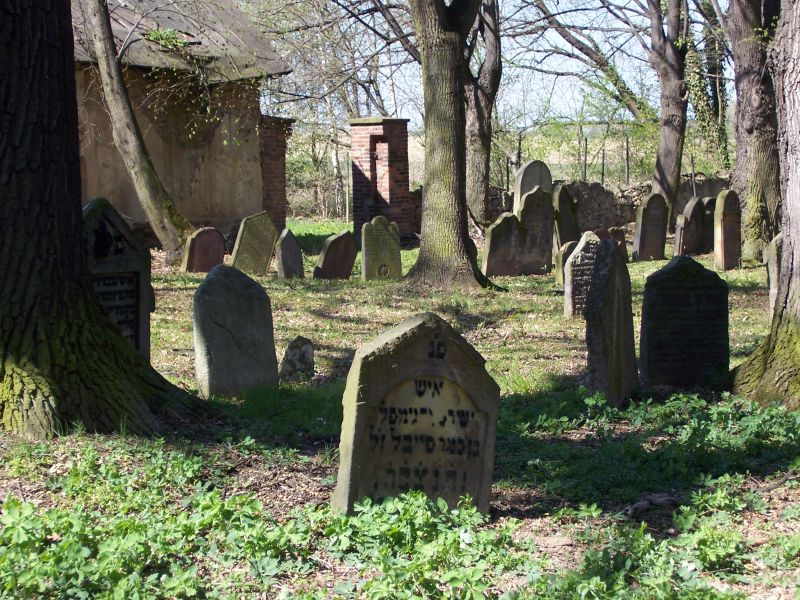
Jüdischer Friedhof Uhříněves
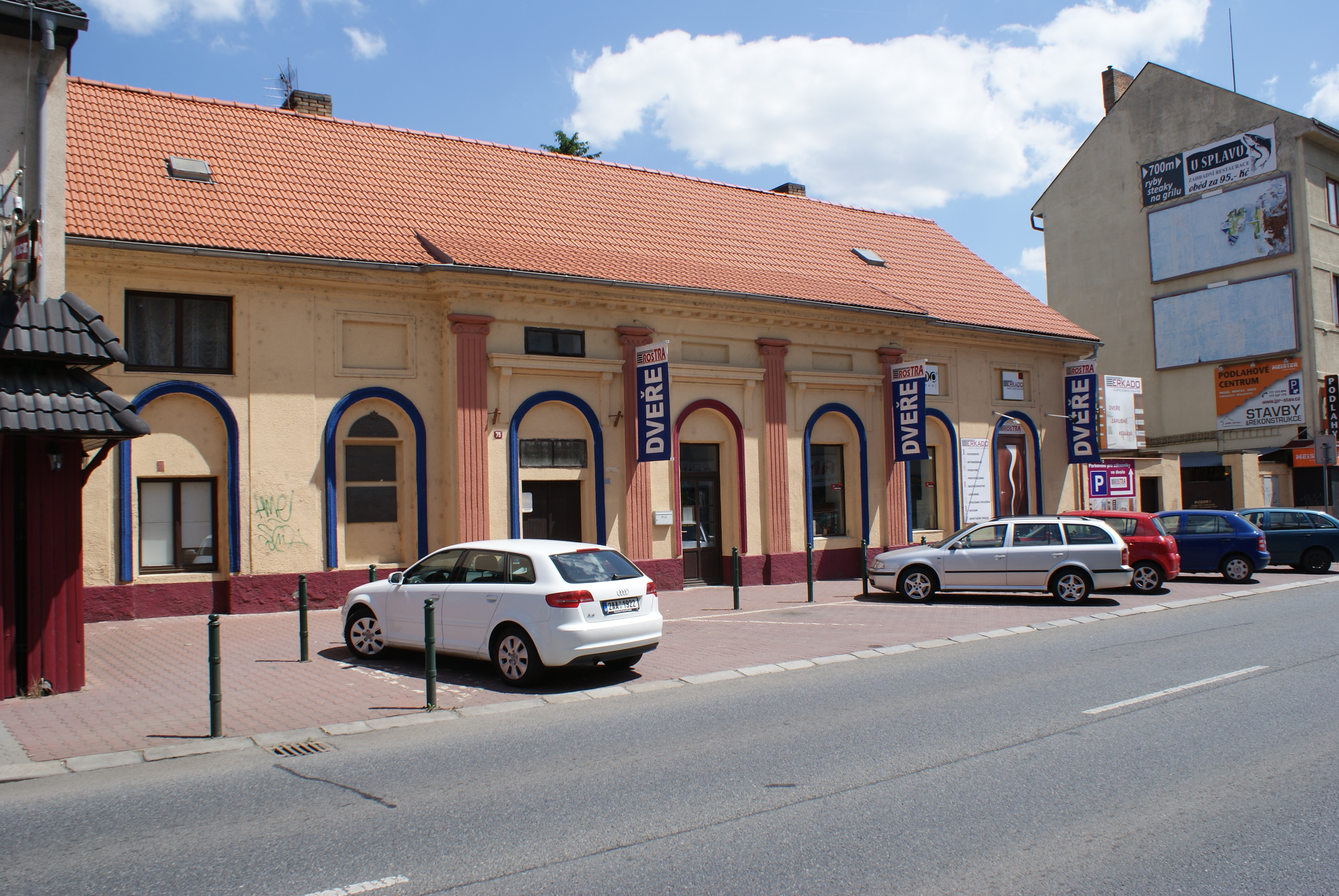
Ehemalige Synagoge
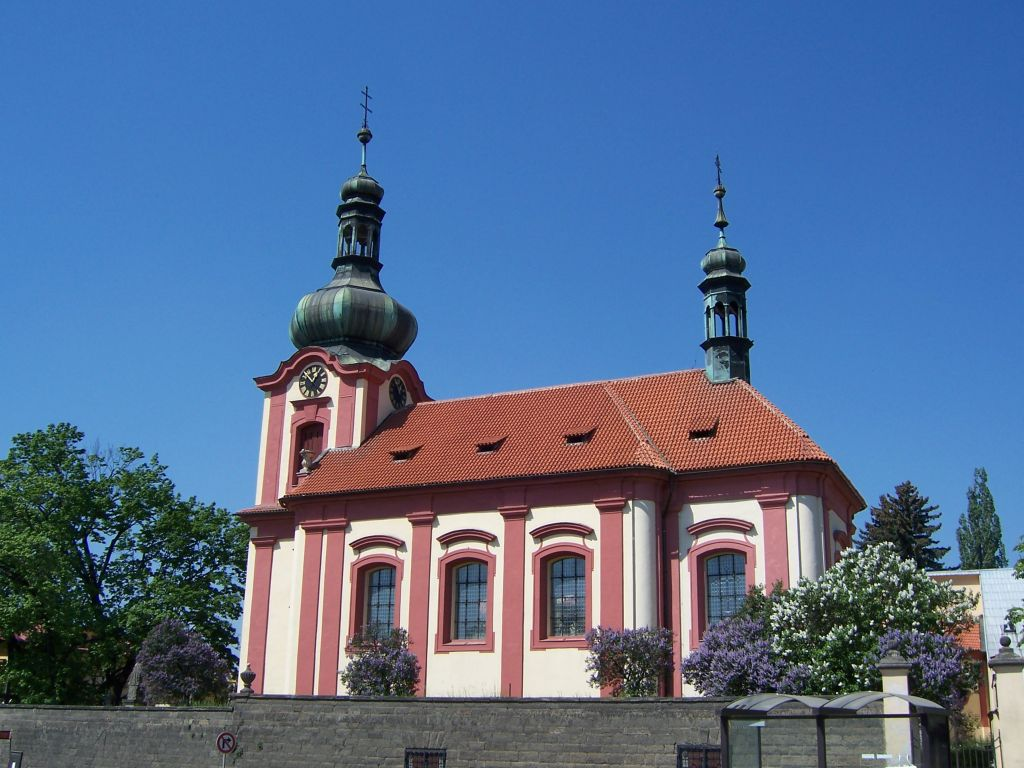
Pfarrkirche